# Яковлев, Герман Михайлович
Герман Михайлович Яковлев (1933—2017) — советский и российский учёный, доктор медицинских наук, профессор, член-корреспондент РАМН, генерал-лейтенант медицинской службы.
Автор более 160 научных работ, в том числе монографий, учебников и учебных пособий, а также ряда патентов и авторских свидетельств на изобретения.

## Биография
Родился 10 ноября 1933 года в крестьянской семье в селе Черно Кингисеппского района (ныне Сланцевский район) Ленинградской области.
В Великую Отечественную войну вместе с матерью оказались на территории, оккупированной немецкими войсками. После войны завершил обучение в школе и учился в технической школе ФЗУ, одновременно работая. В 1953 году поступил и в 1959 году с отличием окончил Ленинградскую Военно-медицинскую академию (ВМА, ныне Военно-медицинская академия имени С. М. Кирова). По распределению был направлен на военную службу, которую проходил в авиационных и радиотехнических войсках (1959—1965), после чего продолжил образование по медицинской специализации в клинической ординатуре кафедры военно-морской и госпитальной терапии ВМА. Его научным руководителем был З. М. Волынский.
В 1967—1974 году Г. М. Яковлев в звании подполковника был направлен в Томск, где работал в военном госпитале и преподавателем кафедры военно-полевой терапии на военно-медицинском факультете Томского медицинского института (ныне Сибирский государственный медицинский университет. Одновременно занимался научной работой и в 1968 году защитил кандидатскую диссертацию, а в 1974 году — докторскую на тему «Опыт разработки и использования количественной реографии для функциональной оценки системы кровообращения». В 1974 году в звании полковника вернулся в Ленинград и продолжил работать в родной академии: преподаватель, старший преподаватель, заместитель начальника 2-й кафедры терапии усовершенствования врачей (ТУВ-2, 1974—1978), начальник кафедры пропедевтики внутренних болезней (1978—1982), начальник кафедры ТУВ-1 (1982—1984), заместитель начальника (проректор) Академии по учебной и научной работе (1985—1988). В 1975 году Яковлеву было присвоено звание профессора.
В 1988 году генерал медицинской службы Герман Михайлович Яковлев был назначен начальником Ленинградской Военно-медицинской академии имени С. М. Кирова и на данном посту находился по 1992 год. В 1992 году за заслуги в научно-исследовательской деятельности он был избран членом-корреспондентом Российской Академии медицинских наук (РАМН). После увольнения в запас с действительной военной службы в 1993 году, по 2009 год работал заведующим кафедрой медицинской психологии и психофизиологии факультета психологии Санкт-Петербургского государственного университета. В 1994 году был избран действительным членом Академии медико-технических наук. В 2010-х годах Г. М. Яковлев являлся профессором-консультантом кафедры военно-полевой терапии ВМА. За время своей научно-педагогической деятельности подготовил 30 кандидатов и 14 докторов наук, создал свою научную школу. Был членом президиума правления Всесоюзного общества терапевтов, входил в состав Ученого совета при ЦВМУ Минобороны СССР, редакционных советов журналов «Клиническая медицина» и «Физиология человека».
Умер 3 мая 2017 года в Санкт-Петербурге и был похоронен на Богословском кладбище.

## Заслуги
- Золотая медаль выдающегося выпускника Военно-медицинской академии имени С. М. Кирова (1959).
- Был награждён орденами «Знак Почёта» (1990), «За службу Родине в Вооружённых Силах СССР» III степени (1980-е годы), а также многими медалями, в числе которых «За доблестный труд» (1970), «За безупречную службу» всех степеней, медалью ордена «За заслуги перед Отечеством» II степени (2005)[4] и другими.
- Лауреат премии Совета Министров СССР (1990, за разработку и клиническое применение группы препаратов цитомединов), лауреат премии Академии наук СССР (1991).